# Adrara San Martino
Adrara San Martino [aˈdraːɾa sammaɾˈtiːno] (Dréra San Martì [ˈdɾeɾa sammaɾˈti] o semplicemente Dréra in dialetto bergamasco) è un comune italiano di 2 182 abitanti della provincia di Bergamo in Lombardia.
Situato nell'omonima piccola valle che, percorsa dal torrente Guerna si dirama dall'alta Valcalepio fino a raggiungere i colli di San Fermo, dista circa 31 chilometri ad est dal capoluogo orobico.
Il comune fa parte della Comunità Montana dei Laghi Bergamaschi.

## Storia
La storia del paese ha un'origine risalente al Medioevo. Sono infatti databili attorno all'anno 1000 i primi documenti che attestano l'esistenza del borgo di Adrara, non ancora diviso nelle due attuali entità.
In quegli anni l'intera provincia di Bergamo fu sconvolta dalle lotte fratricide tra le fazioni guelfa e ghibellina tanto che nella zona, precedentemente interessata soltanto da piccoli insediamenti abitativi sparsi, si verificò una notevole immigrazione di gruppi di persone in fuga che cercavano riparo in queste terre isolate e tranquille.
Ben presto però la situazione si fece pesante anche qui, tanto che venne costruito un castello al fine di proteggere gli abitanti del borgo dalle incursioni.
Numerose furono le battaglie, tra le quali si distinse il guelfo Giovanni Fermo degli Alessandrini, che riportò numerose vittorie nei confronti delle fazioni ghibelline dei vicini paesi di Villongo e della Val Cavallina.
Nel corso del XIV secolo il territorio passò sotto il dominio della famiglia dei Calepio, che prese possesso di quasi tutta la valle. Il secolo successivo vide l'arrivo della Repubblica di Venezia che pose definitivamente termine alle lotte di fazione. Fu un periodo di calma, in cui Adrara ritrovò la tranquillità e vide rifiorire le attività economiche, con un conseguente incremento demografico.
Nuovi screzi intanto cominciavano a crearsi tra le due anime della popolazione, spinte questa volta da motivazioni territoriali: il borgo più a monte, raggruppato sotto la parrocchia di San Rocco, in contrapposizione con quello posto più a valle, riunito attorno alla chiesa di San Martino.
Quest'animo campanilistico portò, nel 1668, alla suddivisione del territorio di Adrara in due differenti entità: Adrara San Rocco ed Adrara San Martino. Tuttavia le questioni legate alla suddivisione del territorio trascinarono la questione per quasi un secolo, dato che la formalizzazione dell'avvenuta divisione è datata 1754, e si risolse con l'assegnazione dei quattro noni del territorio alla comunità di San Rocco, ed i restanti cinque noni a quella di San Martino.
Nei secoli successivi non si verificarono avvenimenti di rilievo per la comunità, che fu riguardata solo marginalmente dagli avvicendamenti tra la dominazione francese e quella austro-ungarica, fino all'avvento del Regno d'Italia.
Tra i personaggi originari del luogo si segnala il cardinale Guglielmo Longo degli Alessandri, alto prelato che operò in Vaticano ed anche presso la sede papale di Avignone; Giuseppe Bresciani, un notaio che partecipò alla spedizione dei Mille, che le cronache riportano ferito negli scontri a Calatafimi, appena dopo lo sbarco in Sicilia, e Eugenio Donadoni (1870-1924), poeta e critico letterario.
Il comune faceva parte del comprensorio della Comunità Montana del Monte Bronzone e Basso Sebino accorpata nel 2009 alla Comunità Montana dei Laghi Bergamaschi.

### Simboli
La stemma e il gonfalone sono stati concessi con decreto del presidente della Repubblica del 25 gennaio 2021.
(D.P.R. 25.01.2021)
Il castello merlato alla guelfa degli Alessandri, famiglia originaria di Adrara, ricorda la roccaforte del partito guelfo di cui rimangono i resti delle fondamenta sul colle Ducone.
Il gonfalone è un drappo partito di bianco e di rosso.

## Monumenti e luoghi di interesse

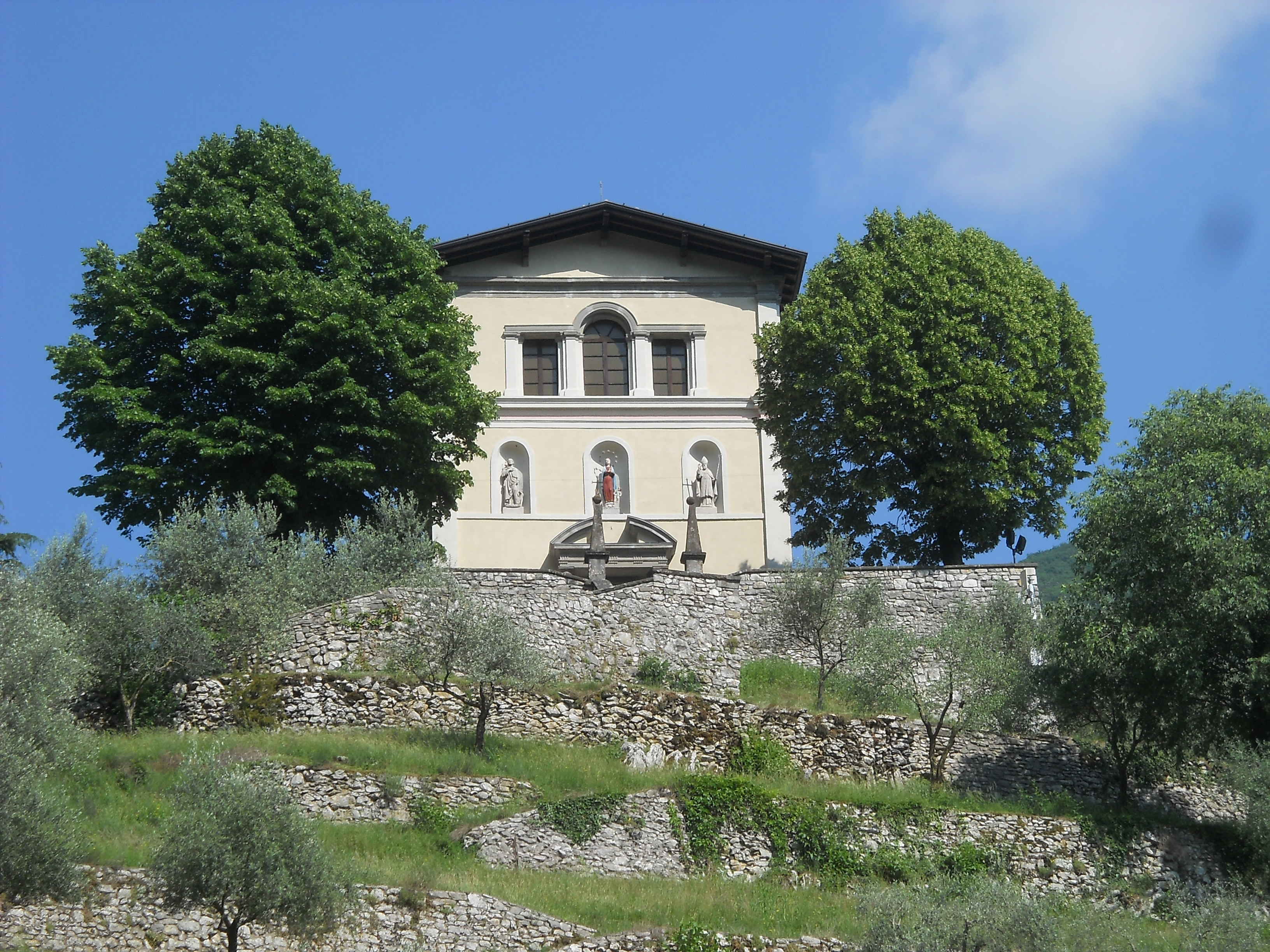
Santuario dell'Assunta di monte Oliveto

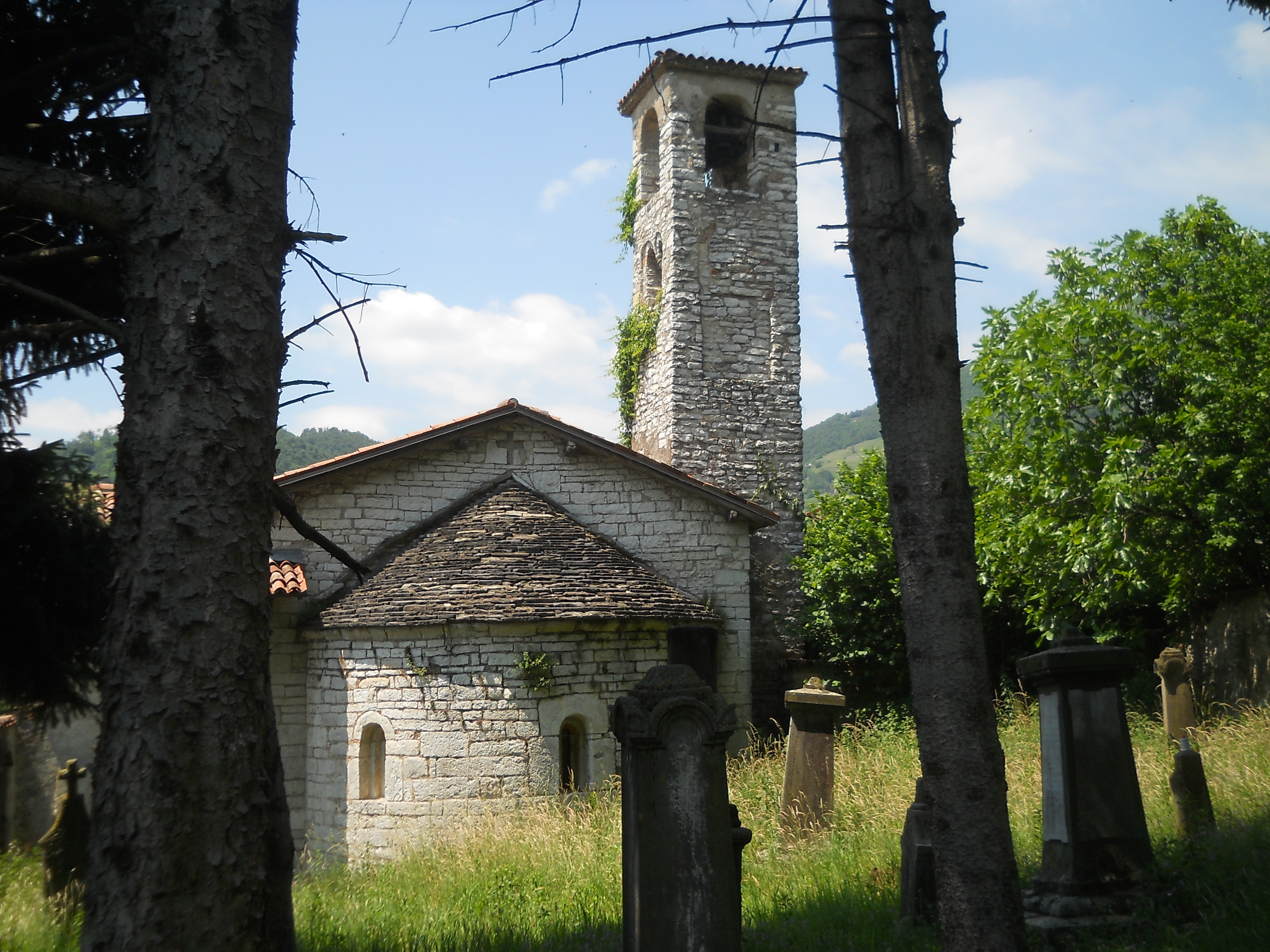
L'abside del complesso di Sant'Alessandro in Canzanica.

Uno degli edifici di maggior importanza è la chiesa parrocchiale dedicata a San Martino di Tours. Edificata in pietra bianca nel corso del XV secolo e ristrutturata in modo significativo tre secoli più tardi, custodisce opere pittoriche di Giovanni Carnovali, di Francesco Coghetti e di Giacomo Trecourt. L'altare dell'Immacolata Concezione è opera progettata nel biennio 1839-1840 dall'architetto Ferdinando Crivelli e realizzata nel 1844. 
La chiesa è sede della parrocchia di San Martino Vescovo, San Carlo Borromeo e Natività di Maria Santissima, afferente al vicariato di Predore, diocesi di Bergamo, in cui sono confluite le parrocchie soppresse di San Carlo Borromeo di Collepiano e della Natività di Maria Santissima di Costa d'Adrara (decreto Vescovo di Bergamo 20 novembre 1986).
Interessante è il campanile, sempre del XV secolo, con finestre a forma di ogiva.
Un altro edificio sacro di rilievo è il santuario dell'Assunta di monte Oliveto. Edificato in luogo di una piccola cappella votiva nel 1630 in seguito all'epidemia di peste di manzoniana memoria, si trova su versante orografico opposto rispetto al paese, e conserva numerosi ex voto, dei quali alcuni di pregevole fattura. Conserva la tela del 1636 di Sebastiano Cima Sant'Alessandro con san Rocco e san Defendente.
Sono inoltre presenti il complesso di Sant'Alessandro ed il castello medievale. Il primo è originario dell'XI secolo e si presenta in stile romanico, con affreschi del XIV secolo; mentre del secondo, posto sulle pendici del monte Ducone, rimangono le rovine.

## Società

### Evoluzione demografica
Abitanti censiti

## Amministrazione
| Periodo        | Periodo        | Primo cittadino    | Partito      | Carica  | Note   |
| -------------- | -------------- | ------------------ | ------------ | ------- | ------ |
| 14 giugno 2004 | 7 giugno 2009  | Lorenzo Mussinelli | Lista civica | Sindaco | [ 12 ] |
| 8 giugno 2009  | 25 maggio 2014 | Sergio Capoferri   | Lista civica | Sindaco | [ 12 ] |
| 25 maggio 2014 | 26 maggio 2019 | Sergio Capoferri   | Lista civica | Sindaco | [ 12 ] |
| 26 maggio 2019 | 9 giugno 2024  | Sergio Capoferri   | Lista civica | Sindaco | [ 12 ] |
| 9 giugno 2024  | in carica      | Sergio Capoferri   | Lista civica | Sindaco | [ 12 ] |